# آرلاندا اکسپرس
آرلاندا اکسپرس (انگلیسی: Arlanda Express) یک خط راه‌آهن فرودگاهی است که ایستگاه مرکزی استکهلم را به فرودگاه استکهلم-آرلاندا متصل می‌کند.
این خط که در سال ۱۹۹۹ راه‌اندازی شده‌است دارای ۳ ایستگاه و ۳۹ کیلومتر طول است. در سال ۲۰۰۷ میلادی ۲٫۷ میلیون نفر و در سال ۲۰۱۲ میلادی ۳٫۳ نفر از آرلاندا اکسپرس استفاده کرده‌اند.

## نگارخانه

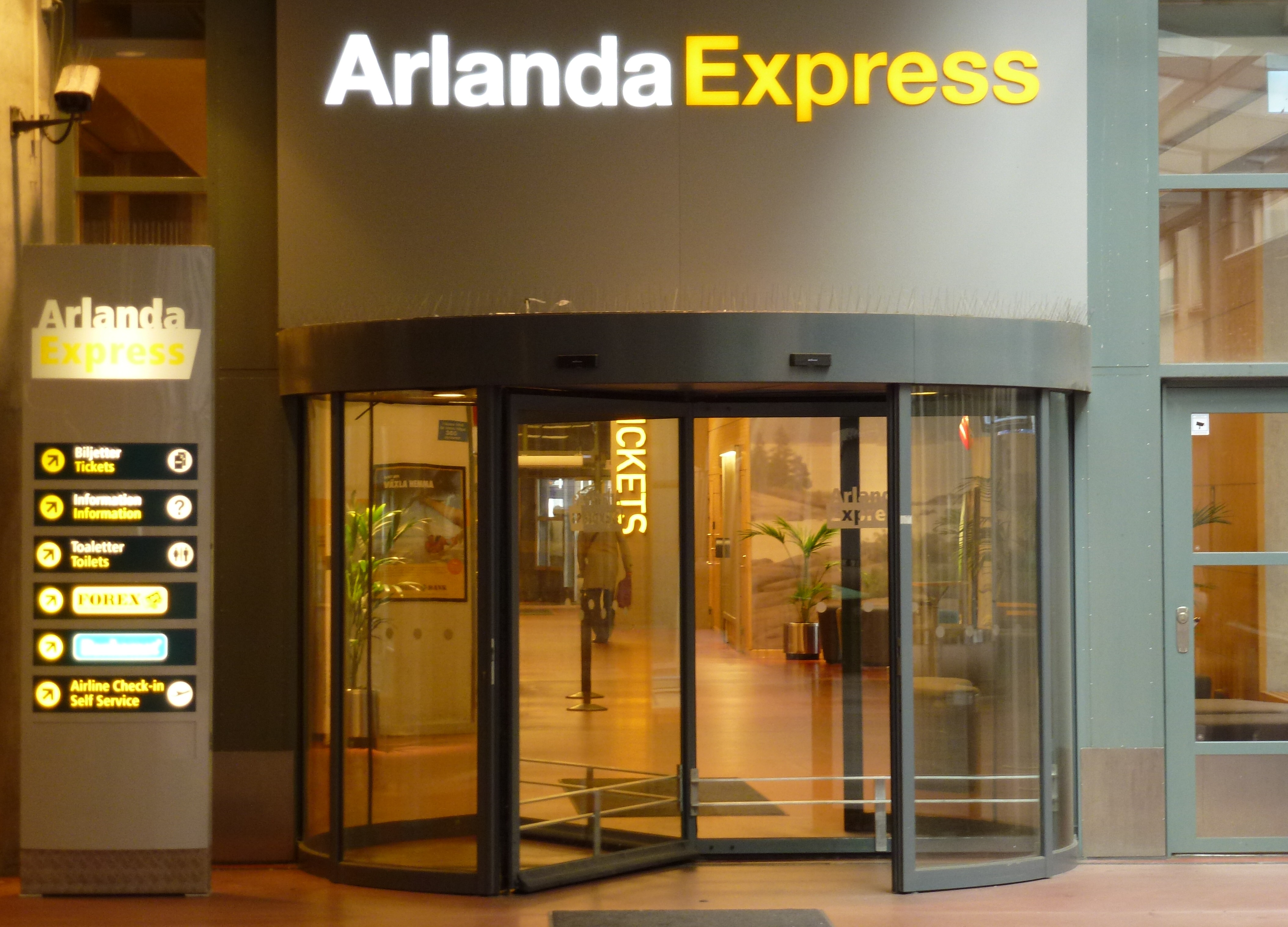
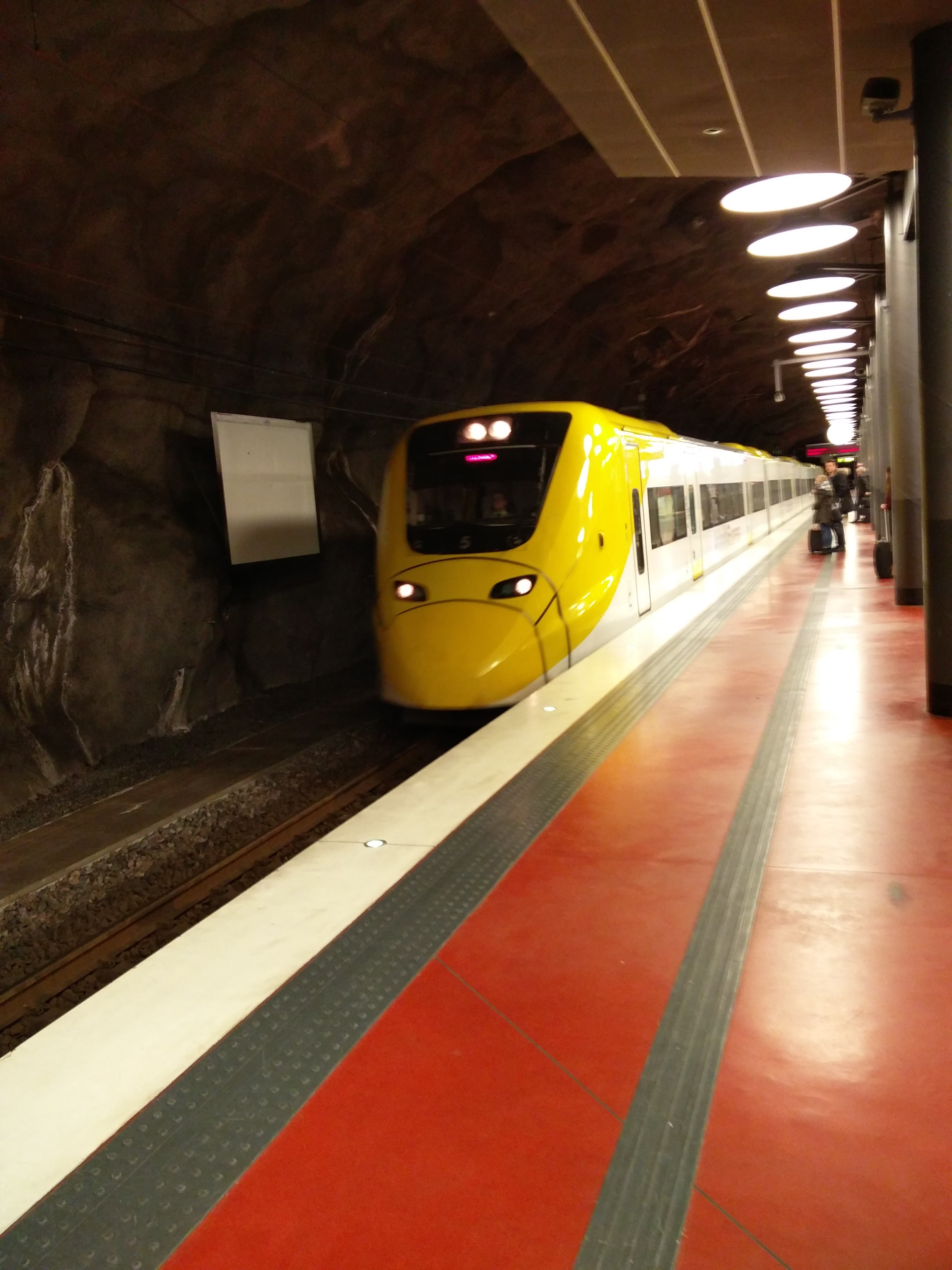
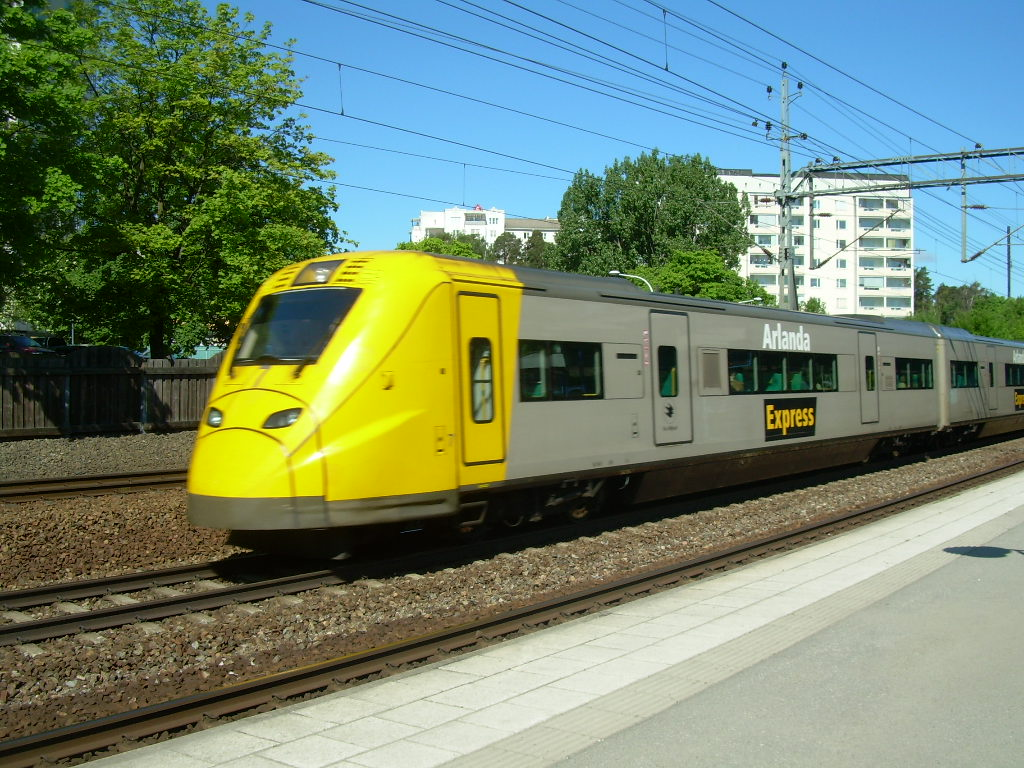
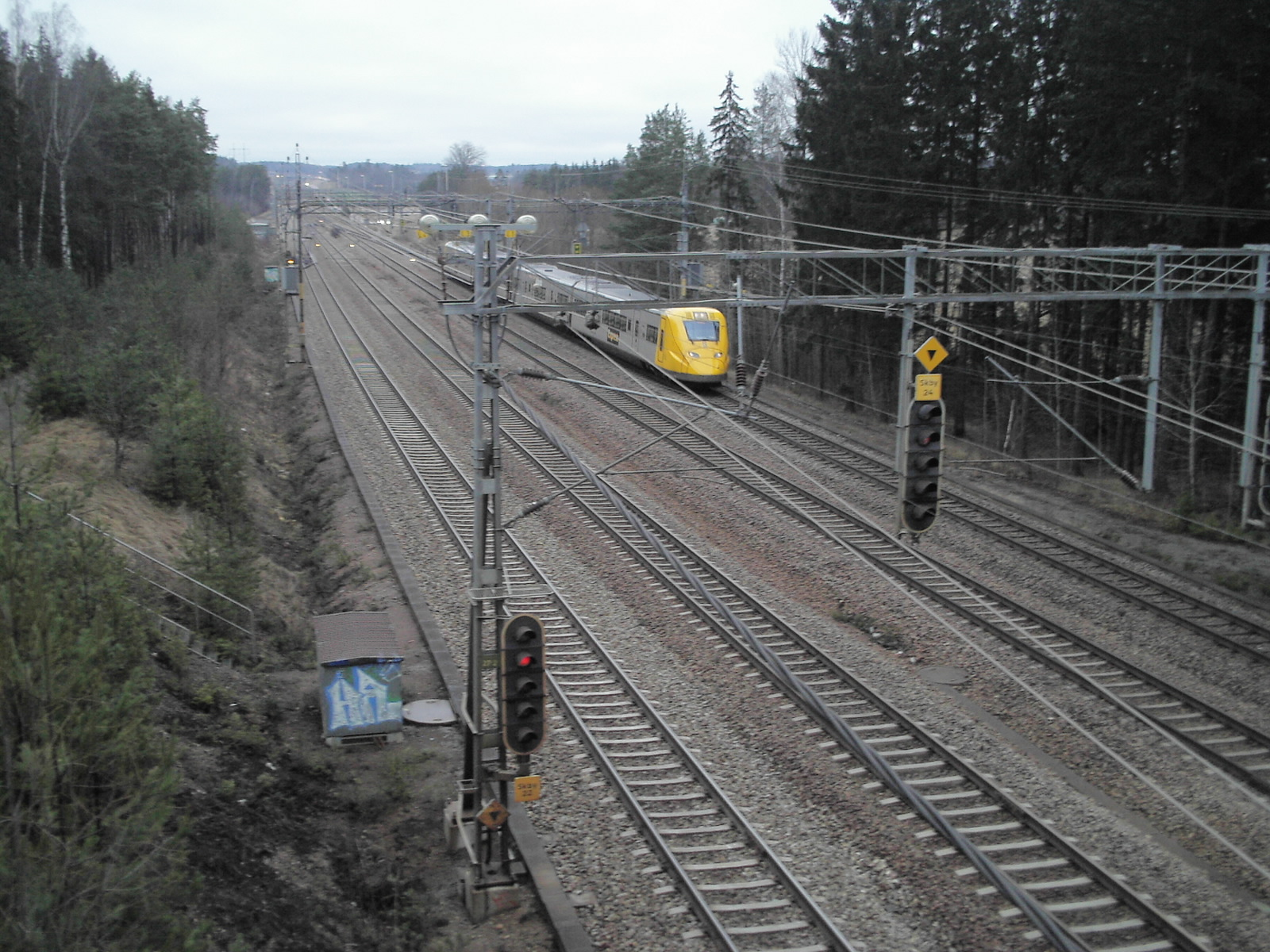